# Inanna
Inanna, Inana, of Ininni was een hemelgodin en de allergrootste godin van de Soemerische religie. Gedurende haar bestaan kreeg zij meerdere, soms tegenstrijdige rollen. Zo was zij als Ninanna de dame van de hemel en als Ninsianna de godin van Venus. Daarnaast was zij de vruchtbaarheidsgodin en de godin van de liefde, maar ook de godin van de oorlog en de prostitutie en beschermer van de wilde dieren. Haar begeleider was de godin Ninsjubur. Zij wordt veelal vereenzelvigd met de (Semitische) godin Isjtar. Nabij Uruk (Soemerisch: Unug) was een compleet heilig woud aan haar gewijd en er is ook een enorm tempelcomplex opgegraven, de Eannatempel. Haar dierenassociaties waren die van leeuw of leeuwenwelp.
De cultus van Inanna vervulde gedurende de Vroeg-dynastieke Periode enige tijd een centrale rol in Soemer, tot deze werd overgenomen door Enlil van Nippur.
Volgens een inscriptie van Lugalkiginnedudu was zij degene die hem het goddelijk koningschap van Uruk en Ur bracht.

## Naamherkomst
Inanna's naam wordt meestal teruggevoerd tot Nin-anna "Vrouwe van de Hemel" (van het Soemerisch nin "dame", an "hemel"), alhoewel het spijkerschriftteken voor haar naam (Borger 2003 nr. 153, U+12239 𒈹) historisch geen ligatuur van beide is. Zij was Gebiedster van de hemel. In de Armeense mythologie heeft de godin de naam Աստղիկ "Astɫik" is afgeleid van astɫ "ster" van Proto-Indo-Europees * h₂stḗr plus het Armeense verkleinwoord -ik.

## Genealogie
De vader van Inannu was Nanna, maar in andere mythen wordt Anu als haar vader genoemd.
Haar echtgenoot was Dumuzi, de halfmythische koning, en andere jonge mannen, wie haar liefde fataal werd. Haar zuster was Eresjkigal, de godin van Kur, de Onderwereld. Utu is haar broer als Nanna de vader is.

## Functie
Inanna was godin van de wijsheid, de liefde en de erotiek, maar ook van de oorlog en de dood. Zij was de bewaarster van de Me, schutsgodin van de tempelprostitués en de hiëros gamos. Opvallend kenmerk was haar machtshonger. Zij werd in die functies opgevolgd door Isjtar (Akkadisch), Asherah (Kanaän, onder wie Israël en Juda) of Astarte (Syrisch).

## Mythologie
Inanna is vooral de godin van de liefde en de hoofdpersoon van een uitgebreide cyclus van mythen rond haar en haar echtgenoot, de ongelukkige herdersgod Dumuzi:
- Dumuzi en Enkimdu: Inanna het hof gemaakt
- Het huwelijk van Dumuzi en Inanna
- Inanna's afdaling in de onderwereld
- De dood van Dumuzi

### Inanna's afdaling in de onderwereld
Volgens dit verhaal maakte Inanna een reis naar de onderwereld, omdat ze de troon probeerde over te nemen van haar zus Eresjkigal die heerste over de onderwereld. Ze moest bij zeven poorten telkens iets afgeven, waardoor ze steeds naakter en kwetsbaarder werd. Uiteindelijk werd ze gedood door haar zus. Haar lichaam werd rottend aan een pin aan de wand gehangen, hetgeen symbool staat voor het sterven van de vruchtbaarheid van de aarde tijdens een rouwperiode. Haar dienares kwam haar echter helpen, en Inanna kon de onderwereld verlaten als ze een menselijke plaatsvervanger achterliet. Dat werd haar echtgenoot koning Dumuzi, die niet had gerouwd om haar dood, maar het er integendeel goed van had genomen. Bij haar terugkeer op aarde neemt Inanna wraak. Dumuzi wordt door de demonen van de onderwereld -de galla's- gedood en naar de onderwereld gesleept.

### De dood van Dumuzi
Blijkbaar vond er jaarlijks een mensenoffer plaats, waarbij het slachtoffer de gemaal van de priesteres-koningin was: de koning. Zij bleef dan rouwend achter, maar nam spoedig een nieuwe gemaal, zoals haar was toegestaan. Later werden deze mensenoffers vervangen door het offeren van bijvoorbeeld een stier of ram. De nieuwe gemaal werd beschouwd als de herboren jonge koning. Nadat deze 'zoon-minnaar' zich had bewezen bij Inanna door een hieros gamos werd hij Dumuzi. Hij werd tot 'schaapherder van het land' aangewezen. Omdat hij ooit opstandig was geweest, werd hij ter dood gebracht. De hogepriesteres verleende dus aanvankelijk een tijdelijk koningschap. Deze achtergronden spelen in de mythologische verhalen over het sterven van de zoon-minnaar, Dumuzi,  die vervolgens uit de onderwereld moet worden teruggehaald. Tegelijk is er een sterke verweving met de landbouwcyclus, waar het graan in de duistere wereld verdwijnt, sterft, en dan herboren wordt.

### Enki en de Wereldorde
In het verhaal Enki en de wereldorde: de ordening van de aarde en haar culturele processen is zij de enige die bezwaren maakt tegen de wijze waarop Enki de taken onder de goden verdeelt. Hij verklaart echter dat zij niet alleen een herdersstaf bezit maar ook voorspellingen kan doen over oorlog en vrede, en kleding kan weven.
Tweemaal is ook te lezen dat zij afstand van haar koninklijke scepter heeft gedaan.

## Symboliek en voorstelling
In Inanna komen leven en dood, orde en chaos samen.
Enerzijds wordt Inanna voorgesteld als een beschroomde maagd, anderzijds als een wulpse hoer.
De mythe van Inanna wordt soms gezien als een verhaal over de rijping van een aanvankelijk wispelturige vrouw. Haar reis wordt opgevat als een levensreis die iedereen moet maken: het leven gaat gepaard met teleurstelling, depressie, lijden, verandering en keuzes maken. Maar ook wordt er gefeest, gelachen en lief gehad. In veel afbeeldingen van Inanna is dit zichtbaar.

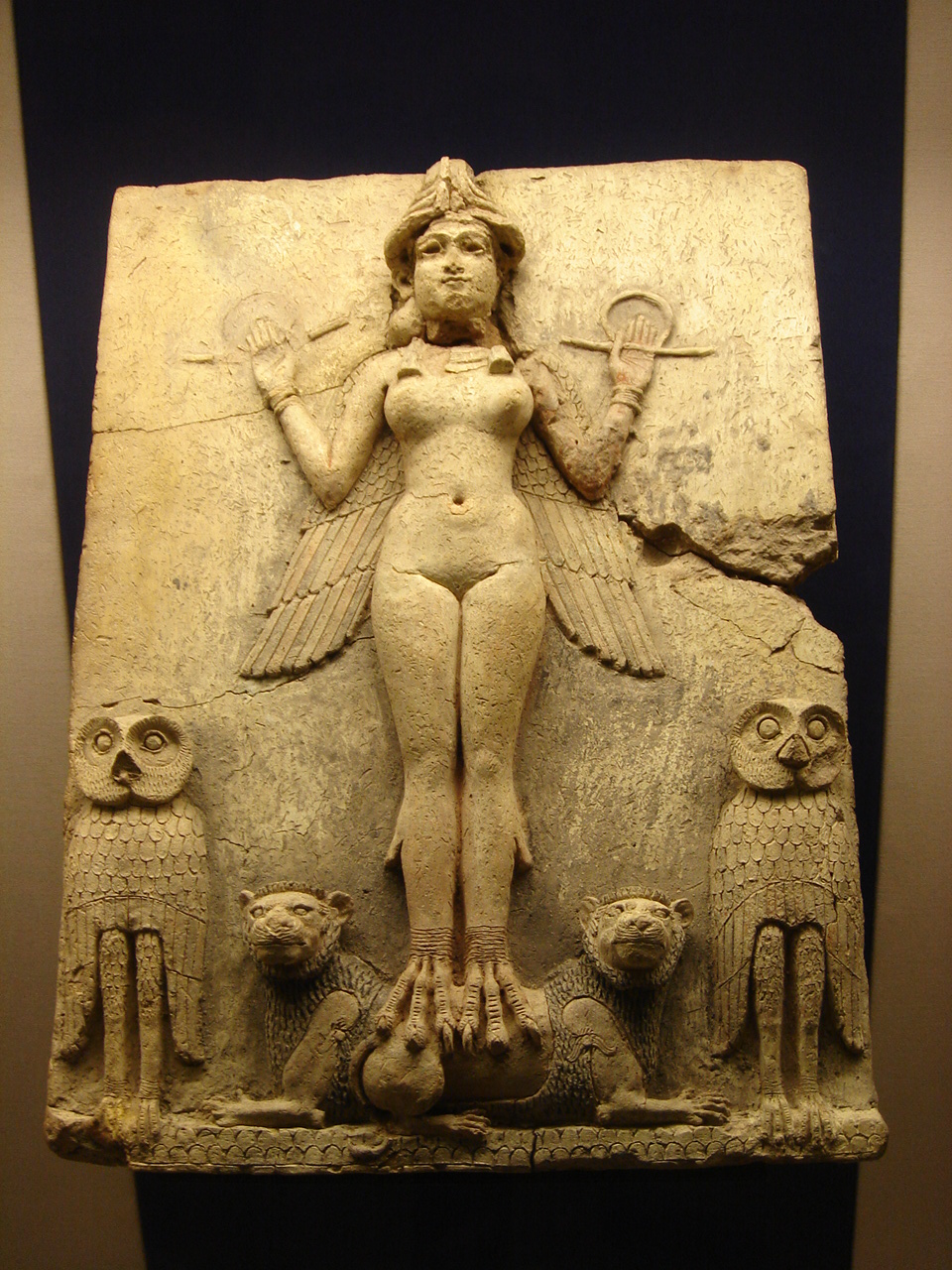
De godin Inanna terracotta plaquette van circa 2000-1700 v.Chr.

Op een terracotta plaquette van 2000-1700 v.Chr. staat Inanna afgebeeld als een naakte godin, gevleugeld als een bij, en met een typisch hoofddeksel opgebouwd uit een zes of zevental dikke open ringen, waarvan de geplooide voorkanten iets naar boven staan. Het lijken stierenhoorns. Verder heeft zij voeten als de klauwen van een gier waarmee ze boven op een paar leeuwen staat. In elk van de opgeheven handen houdt deze figuur een oneindigheidslus. In feite verbeeldt zij zo de griffioen (altijd samengesteld uit verschillende krachtdieren): oneindig krachtig, wijs en machtig. Zij bezit kosmische krachten en wordt geflankeerd door vrouwelijke leeuwen (kracht) en grote uilen (wijsheid, breed zicht), die later in de Griekse mythologie ook het symbooldier van de wijze goddelijke maagd Pallas Athena worden.
Inanna werd ook vaak symbolisch afgebeeld als een strijdende leeuwin. In het verleden werd wel gesteld door onder meer Sir James Frazer en de Litouwse archeologe Marija Gimbutas dat deze en andere bijbehorende symbolen zouden wijzen op de aanwezigheid van een cultus van de moedergodin, verwant aan die van de Egyptische Isis of Hathor. Anderen stellen echter expliciet dat zij geen moedergodin is.
Inanna is ook symbool van de maan. Het feit dat zij drie dagen in de donkere onderwereld doorbrengt, verwijst naar de drie dagen waarin de maan niet zichtbaar is voordat deze weer begint toe te nemen. Een andere symboliek is die van het graan, dat eerst in de duisternis moet liggen om te kiemen en vervolgens in een nieuwe cyclus tot leven komt. Deze cyclus wordt weerspiegeld in de dood en wederopstanding van Dumuzi.
In de Akkadische tijd werd Inanna vereenzelvigd met Isjtar en namen nieuwe godinnen een aantal van haar functies over.

## Cultus
Inanna werd als ongetrouwde jonge vrouw aanbeden als beschermster van de liefde en de seksualiteit. Zij werd vooral vereerd in Uruk en was er de beschermster van de centrale graanschuur.

Langs de rivieren de Tigris en de Eufraat worden nog veel tempels gevonden die ter verering van Inanna zijn opgericht. Het tempelcomplex, bekend onder de naam Eanna bij Uruk bevat daarvan de grootste. Dit 5000 jaar oude tempelcomplex werd regelmatig herbouwd. Het bevat onder andere de kalksteentempel en de tempel D (de grootste, namelijk 80 bij 50 meter). De tempelwand was bekleed met rode, zwarte en witte tegeltjes, vastgedrukt in de zachte leem. De zuilen hadden een hoogte van 3 meter en waren in de vorm van palmbomen gemaakt. Men vond er een beeld van een vrouwenhoofd. Zij is afgebeeld op de bekende vaas van Uruk, thans in het museum van Bagdad. Er is ook een reliëf dat de ontvangst van de halfmythische koning Dumuzi door de godin Inanna weergeeft, waar zij hem ontvangt ter gelegenheid van hun sacrale bruiloft op nieuwjaarsdag.
Ook in de Kassitische tijd was er een tempel van Inanna. Deze dateert van de periode 1530 tot 1150 v.Chr.

## Archeologische verwijzingen
In de tempel van Inanna in Uruk zijn de vroegste tabletten met schrift gevonden, daterend uit 3200 v.Chr.. Daar woonden veel Nadītu, Soemerische tempelvrouwen. Zij waren betrokken bij zakelijke activiteiten en bezaten onroerend goed in eigen naam. Er waren ook veel schrijfsters bij. Volgens Enmerkar van Uruk en de heer van Aratta had Uruk het spijkerschrift te danken aan Enmerkar in zijn strijd om de gunst van Inanna.
In het Louvre is een terracotta reliëf uit Erech te bezichtigen van een Handwerkman uit circa 2000 v.Chr. Daarop staat de inscriptie: "Inanna, koningin der hemelen, bracht zelf aan deze Soemerische stad de kunst van houtbewerking, metaalbewerking, schrijven, gereedschap maken en leerbewerking".  Het werk is een symbool dat de verdienste voor de beschaving toeschrijft aan de godin, die als beschermgodin van de stad deze in haar geheel vertegenwoordigde.
Op een kleitablet met een mythe over Inanna en Enki staat dat ook de heilige seksgebruiken een van de gaven waren die Inanna schonk om het volk van Erech beschaving te brengen.
Op een ander Mesopotamisch kleitablet staat te lezen: "Onder leiding van Inanna te Agade gaven de oude mannen en de oude vrouwen van die plaats wijze raad". Men leidt hieruit af dat er een raad van ouderen bestond in de stad die aan het gezag van de tempel verbonden was.

## Godinnenbeweging
Binnen de godinnenbeweging wordt Inanna ook gezien als een godin die symbool staat voor een meer zelfstandige positie van de vrouw dan belangrijke vrouwen in het Jodendom, het christendom en de Islam dat doen. Sommige feministen identificeren zich liever met Inanna, dan met minder zelfstandige vrouwen als Eva of Maria.